# Missão de Observação das Nações Unidas para Iraque e Kuwait

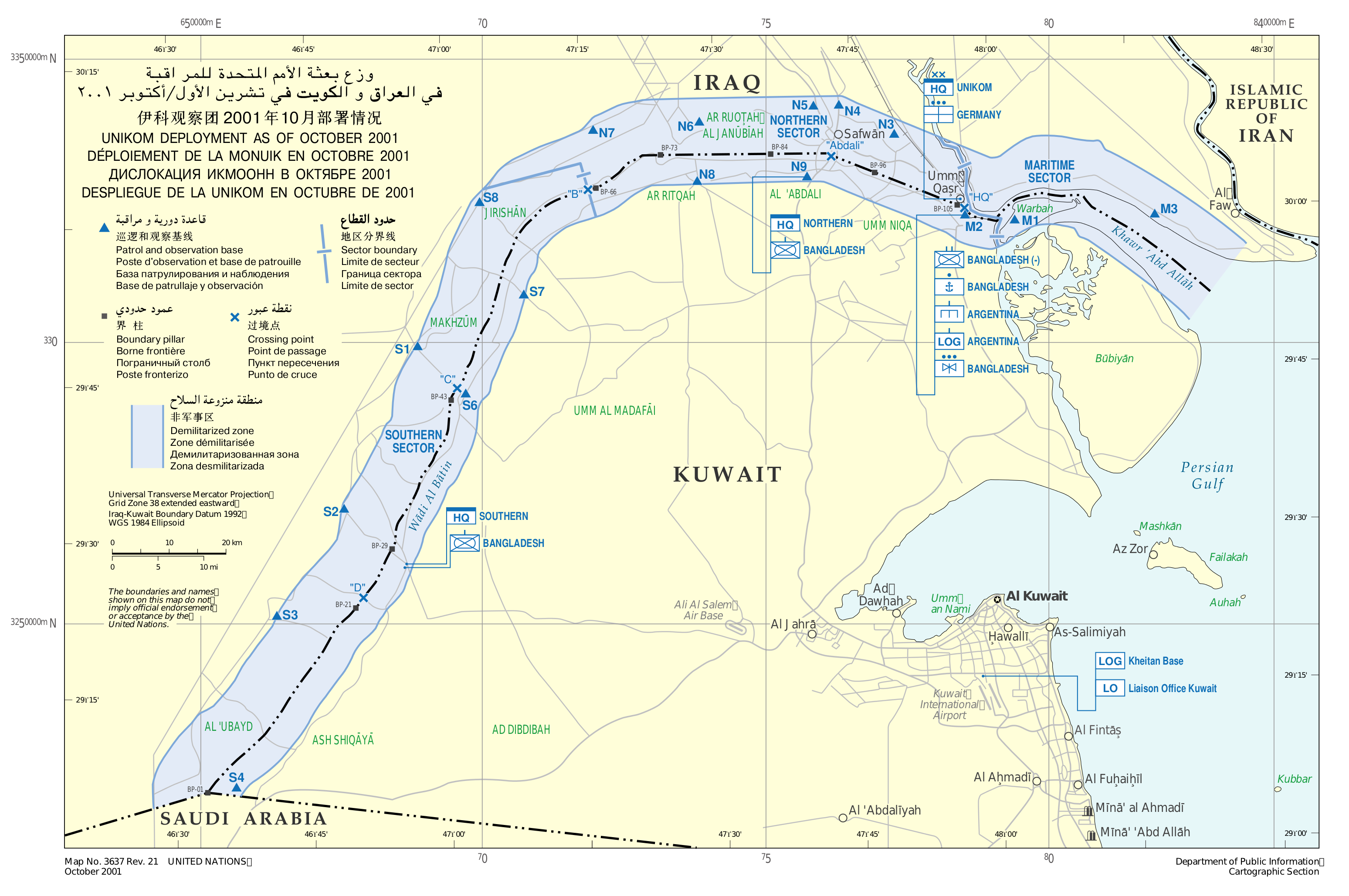
Implantação da UNIKOM em Outubro de 2001

A Missão de Observação das Nações Unidas para Iraque e Kuwait (também conhecida como UNIKOM por sua sigla em inglês) foi uma operação internacional de manutenção de paz implantada na zona desmilitarizada entre o Iraque e o Kuwait entre 1991 e 2003.
A missão foi estabelecida com a aprovação da Resolução 689 do Conselho de Segurança das Nações Unidas em 9 de abril de 1991. Essa resolução, adotada após a expulsão forçada do exército iraquiano do Kuwait, estabelecia inicialmente uma missão de observação desarmada para monitorar a zona desmilitarizada, prevenir violações de fronteira e impedir agressões entre os dois países. Mais tarde, em 1993, após incidentes fronteiriços, o Conselho de Segurança concordou em aumentar o contingente da UNIKOM e permitir que a missão realizasse ações militares para salvaguardar a zona desmilitarizada e fazer cumprir a nova demarcação da fronteira entre Iraque e Kuwait.
A UNIKOM teve uma implantação máxima autorizada de 3.645 efetivos uniformizados, incluindo 300 observadores militares, entre 1993 e 1995. Em seus doze anos de existência, a UNIKOM sofreu 18 baixas (13 militares e 5 funcionários civis da ONU).